# Risto Lindroos
Pour les articles homonymes, voir Lindroos.
Temple de la renommée finlandais : 1985
Risto Lindroos (né le 20 août 1912 à Tampere en Finlande —- mort le 1er avril 1976 à Turku) est un joueur finlandais de hockey sur glace. Il évolue au cours des années 1930 en tant que professionnel avec le club des Ilves Tampere dans le championnat de Finlande de hockey, le SM-sarja,.

## Biographie
En 1932, il commence sa carrière avec les Ilves Tampere dans la SM-sarja. À l'époque, le championnat est en fait un tournoi éliminatoire et le club de Tampere perd dès le premier tour contre le Helsingfors Skridskoklubb (souvent désigné par le sigle HSK) 5-2, deux buts inscrits par Risto Tiitola et Valter Tuomi. La saison suivante, la formule change et chaque club du championnat joue une fois contre les autres. Outre les Ilves et le HSK, la compétition concerne  le Helsingin Jalkapalloklubi (HJK) et le Helsingin Palloseura (HPS). Lindroos joue les trois matchs de son club sans inscrire de buts ni de points alors que Tampere se classe troisième. Au début de la saison, il devient le deuxième capitaine de l'histoire du club après Niilo Tammisalo.
En 1934-1935, son coéquipier Jussi Tiitola est le meilleur pointeur de la Finlande avec huit points en quatre matchs tandis que Lindroos n'inscrit toujours pas le moindre point. Le championnat se joue cette saison sans le HPS et Tampere finit deuxième au classement général. En 1935-1936, le KIF Helsinki se rajoute au championnat et un système de matchs aller-retour est mis en place, ce qui fait que chaque équipe joue six rencontres. L'équipe de Lindroos est à égalité de points avec la nouvelle équipe du KIF mais ils sont sacrés champions après une victoire lors du match de barrage. Il joue sa dernière saison en tant que joueur avec les Ilves en 1936-1937, remportant un nouveau titre de champion de Finlande.
En 1937, il prend la place de Tammisalo en tant qu'entraîneur de l'équipe, poste qu'il occupe jusqu'en 1946. Il mène sa ville à trois titres de champion de Finlande : en 1938, 1945 et 1946. Remplacé pendant trois saisons par Henry Kvist, il revient derrière le banc de l'équipe en 1949-1950 et offre un nouveau titre à l'équipe ; deux autres suivront en 1951 et 1952.
Il meurt le 1er avril 1976 à Turku et neuf ans plus tard, il fait partie de la première promotion du temple de la renommée du hockey finlandais ; il reçoit alors le titre de Jääkiekkoleijona , « Lion du hockey sur glace », avec le numéro 5.

## Statistiques
| Saison  | Équipe        | Ligue    |    | Saison régulière | Saison régulière | Saison régulière | Saison régulière | Saison régulière |   | Séries éliminatoires | Séries éliminatoires | Séries éliminatoires | Séries éliminatoires | Séries éliminatoires |
| Saison  | Équipe        | Ligue    | PJ | B                | A                | Pts              | Pun              | PJ               | B | A                    | Pts                  | Pun                  |                      |                      |
| 1932-33 | Ilves Tampere | SM-sarja | 1  | 0                | 0                | 0                | 0                |                  |   |                      |                      |                      |                      |                      |
| 1933-34 | Ilves Tampere | SM-sarja | 3  | 0                | 0                | 0                | 0                |                  |   |                      |                      |                      |                      |                      |
| 1934-35 | Ilves Tampere | SM-sarja | 4  | 0                | 0                | 0                | 0                |                  |   |                      |                      |                      |                      |                      |
| 1935-36 | Ilves Tampere | SM-sarja | 6  | 0                | 1                | 1                | 1                |                  |   |                      |                      |                      |                      |                      |
| 1936-37 | Ilves Tampere | SM-sarja | 5  | 1                | 1                | 2                | 0                |                  |   |                      |                      |                      |                      |                      |

## Trophées et honneurs personnels
- Champion de Finlande en tant que joueur en 1936 et 1937 ;
- Capitaine des Ilves entre 1933 et 1937 ;
- Champion de Finlande en tant qu'entraîneur en 1938, 1945, 1946, 1950, 1951 et 1952 ;
- Membre du temple de la renommée du hockey finlandais.